# ورنروویتسه
ورنروویتسه (به لاتین: Vernéřovice) یک منطقهٔ مسکونی در جمهوری چک است که در شهرستان ناخود واقع شده‌است.